# Friedrich Daniel Wilhelm von Irwing
Friedrich Daniel Wilhelm von Irwing (* 8. Januar 1740 in Tilsit; † 12. Dezember 1820 ebenda) war ein preußischer Generalmajor und Chef des Dragonerregiments Nr. 3.

## Leben

### Herkunft
Er entstammt der alten Kaufmannsfamilie von Irwing. Sie stammt aus Schottland und war mit dem Deutschen Orden nach Preußen gekommen. Sein Vater war Ephraim von Irwing (* 1735; † 15. Februar 1786), Prediger in der Reformierten Gemeinde von Tilsit. Der Generalmajor Johann Ephraim Christian Ernst von Irwing war sein Bruder, der Philosoph Karl Franz von Irwing sein Onkel.

### Militärlaufbahn
Irwing kam am 14. Juli 1754 in die Kadettenanstalt nach Berlin und wurde am 28. Februar 1757 als Unteroffizier im Dragonerregiment Nr. 3 angestellt. Dort wurde er dann am 7. November 1757 Fähnrich. Während des Siebenjährigen Krieges kämpfte er in den Schlachten von Prag, Kolin, Roßbach, Kunersdorf und bei der Belagerung von Prag. In der Zeit wurde er am 21. März 1760 Sekondeleutnant.
Nach dem Krieg stieg Irwing am 5. Juni 1775 zum Stabshauptmann auf. Im Bayerischen Erbfolgekrieg kämpfte er bei Schatzlar mit besonderer Auszeichnung. Am 24. September 1782 wurde er Hauptmann und kam als Eskadronchef in das Dragonerregiment Nr. 4. Dort wurde er dann am 15. August 1783 Major und am 27. September 1790 Oberstleutnant. Im Ersten Koalitionskrieg kämpft Irwing in der Schlacht bei Kaiserslautern, wo er für sein Verhalten den Orden Pour le Mérite erhielt. Er nahm am Sturm auf Frankfurt am Main, sowie an den Gefechten bei Limbach, Stromberg, Hornbach, Nutzweiler, Zweibrücken, Weitzenburg und Froschweiler teil. Dazu wurde er am 15. Januar 1793 zum Oberst befördert. Dann  erhielt Irwing am 6. Februar 1797 das Kommando über das Dragonerregiment Nr. 4. Am 29. September 1800 wurde er zum Chef des Dragonerregiments Nr. 3 ernannt. Am 20. Mai 1801 erhielt er dazu die Beförderung zum Generalmajor. Im Vierten Koalitionskrieg war er Führer der Kavallerie-Division Arnim. Er nahm an der Schlacht bei Auerstedt teil und musste sich bis Prenzlau zurückziehen, wo er kapitulieren musste, danach wurde er inaktiv gestellt. Ab dem 10. August 1807 erhielt er Halbsold. Am 1. Januar 1814 erhielt er seinen Abschied mit einer Pension. Er starb am 12. Dezember 1820 in Tilsit.